# Lenka Peterson
Lenka Peterson (Omaha (Nebraska), 16 oktober 1925 – Roxbury (Connecticut), 24 september 2021), geboren als Betty Ann Isacson, was een Amerikaanse actrice.

## Biografie
De acteercarrière van Peterson startte in het theater. Ze maakte in 1947 haar debuut op Broadway met het toneelstuk Bathsheba. Hierna heeft zij nog meerdere rollen gespeeld op Broadway en off-Broadway.
In 1949 startte ze met acteren voor televisie in de televisieserie Actor’s Studio. Hierna heeft zij nog meerdere rollen gespeeld in televisieseries en films zoals Panic in the Streets (1950), The Phenix City Story (1955), Search for Tomorrow (1962-1963), Ryan's Hope (1981), Another World (1992), Code of Vengeance (1985) en Dragnet (1987).
Peterson was sinds 1948 getrouwd en het paar kreeg vijf kinderen, onder wie actrice Glynnis O'Connor.
Ze overleed thuis in haar slaap op 95-jarige leeftijd.

## Filmografie[3]

### Films
- 2006 All the King's Men – als Savannah Clerk
- 2006 Waltzing Anna – als ??
- 2000 Cheaters – als mrs. Plecki
- 1995 Jeffrey – als vrouw in kerk
- 1992 Live Wire – als Gwen
- 1988 Fatal Judgement – als Martha Busek
- 1987 Dragnet – als oma Mundy
- 1987 Pals – als Betty
- 1985 Code of Vengeance – als Ione Flowers
- 1984 Why Me? – als moeder van Leola Mae
- 1980 Headin' for Broadway – als mrs. Richards
- 1980 Seizure: The Story of Kathy Morris – als muzieklerares
- 1976 Lifeguard – als mrs. Carlson
- 1975 Returning Home – als mrs. Parish
- 1975 First Ladies Diaries: Rachel Jackson – als mrs. Robards
- 1975 The Runaways – als mrs. Wilson
- 1975 Someone I Touched – als Enid
- 1973 The Werewolf of Washington – als senator Joan
- 1973 Duty Bound – als mrs. Brook
- 1970 Homer – als mrs. Edwards
- 1964 Black Like Me – als Lucy Horton
- 1961 Special for Women: The Glamour Trap – als huisvrouw
- 1955 The Phenix City Story – als Mary Jo Patterson
- 1952 Our Sister Emily – als Anne Bronte
- 1951 Take Care of My Little Girl – als Ruth Gates
- 1950 Panic in the Streets – als Jeanette

### Televisieseries
Uitgezonderd eenmalige gastrollen.
- 1985 Code of Vengeance – als Ione Flowers - ? afl.
- 1983 Another World – als Helen D'Angelo / Marie Fenton - ? afl.
- 1981 – 1982 Love, Sidney – als moeder van Laurie – 2 afl.
- 1981 Ryan's Hope – als verpleegster Grady – 5 afl.
- 1974 – 1975 Kojak – als dr. Barbara Kirk – 2 afl.
- 1964 – 1966 A Flame in the Wind – als Martha Skerba / Driscoll - ? afl.
- 1962 – 1963 Search for Tomorrow – als Evelyn Reedy / Isabel Moore - ? afl.
- 1958 Young Dr. Malone – als Faye Bannister - ? afl.
- 1953 Bonino – als Doris Bonino - ? afl.
- 1949 – 1950 Actor's Studio – als ?? – 2 afl.

## Theaterwerk opBroadway[4]
- 1984 Quilters – als Sarah
- 1980 Nuts – als Rose Kirk
- 1960 – 1961 All the Way Home – als Sally Follet
- 1956 – 1957 Girls of Summer – als Binne Brookman
- 1955 The Time of Your Life – als Kitty Duval
- 1952 The Grass Harp – als Maude Riordan
- 1948 – 1949 The Young and Fair – als Selma Keeney
- 1948 Sundown Beach – als Ella
- 1948 Harvest of Years – als Jenny Nelson
- 1947 Bathsheba – als ??